# Форостівський Леонтій Іванович
Форості́вський Лео́нтій Іва́нович (в деяких публікаціях невірно йменуєтся Леонід) (23 травня 1896, с. Олександрівка, Савинецька волость, Брацлавський повіт, Подільська губернія, Російська імперія — 1974, США) — український історик, під час німецької окупації України — голова Київської міської управи (18 лютого 1942 — листопад 1943).

## Голова Київської міської управи
До окупації Києва працював директором магазину № 1 Київської обласної торгової контори «Головрибзбуту». 2 жовтня 1941 року головою Київської міської управи Олександром Оглоблиним був призначений на посаду Голови Софіївської районної управи Києва з правом організації останньої. Після арешту та страти за саботаж розпоряджень німецької влади багатьох діячів мельниківського крила ОУН — співробітників міської та районних управ Києва, серед яких був його попередник на посаді голови Володимир Багазій, 18 лютого 1942 року Форостівського було призначено на посаду голови міської управи. Пізніше німці також стратили багатьох співробітників Форостівського, серед яких був його родич професор Євген Форостівський з дружиною.
За урядування Форостівського у Києві було проведено перепис населення, за даними якого станом на 1 квітня 1942 року кількість мешканців становила 352 139 чоловік (до початку Другої світової війни — 846 300), визначено кількісно-статевий, національний склад населення, кількість самозайнятого населення та утриманців тощо, а також окреслено територію міста. Серед інших його справ можна згадати організацію київської міської футбольної команди (досягненням якої був відомий т. зв. «Матч смерті» проти німецької команди «Флакельф»). Значну увагу Форостівський приділяв господарському життю міста, особливо транспорту, ремісництву, торгівлі. Прагнув підтримувати присадибне господарство, створював сади та ягідники. Займався питанням відбудови підприємств Києва, сприяв відродженню української церкви, зруйнованої під час більшовизму. Під його керівництвом проводилися підрахунки письменних мешканців Києва, їх віросповідання, відстежувався природний рух населення. З окупаційною владою підтримував лояльні стосунки. Також під час урядування Форостівського, як один з відділів міської управи, діяв Музей-архів переходової доби, директором якого був колишній голова управи історик Олександр Оглоблин.
Дружні стосунки пов'язували Форостівського та літературознавця Г. О. Костюка, який залишив багато відомостей про нього в своїх спогадах.

## Доля після еміграції
У 1943 році емігрував, вивізши з собою печатку Управи міста Києва. Після закінчення Другої світової війни проживав у Аргентині. На еміграції видав нарис про розстріли у Бикивні та Бабиному Яру під назвою «Хутір Биковня» та «Бабин яр» у м. Києві, надрукованому у журналі «Овид» (Буенос-Айрес), де він підписався як «останній голова міста Києва» (начерк датовано 1 березня 1950 року), а також у вінніпезькій газеті «Новий шлях»). 1952 року видав книгу «Київ під ворожими окупаціями» (включаючи дві німецькі — під час Першої та Другої світових воєн, і більшовицьку). У цій книзі нагадував, що Хрещатик у Києві знищили не німці, а радянські міни, встановлені перед відступом у 1941 році.
Пізніше переїхав до США, де помер у 1974 році.

## Нагороди
- Відзнака для східних народів 2-го класу в золоті

## Видані твори
- Київ під ворожими окупаціями — Буенос-Айрес : Видавництво  Миколи Денисюка, 1952 — 80 с., іл.